# 579 Сідонія
579 Сідонія (579 Sidonia) — астероїд головного поясу, відкритий 3 листопада 1905 року Августом Копфом у Гейдельберзі.